# Poliomintha glabrescens
Poliomintha glabrescens là một loài thực vật có hoa trong họ Hoa môi. Loài này được A.Gray ex Hemsl. miêu tả khoa học đầu tiên năm 1882.